# IEEE 802.11k
IEEE 802.11k és una millora de l'estàndard 802.11 per WLAN desenvolupat pel grup de treball 11 del comitè d'estàndards LAN/MAN del IEEE (IEEE 802), definint la gestió de recursos. Aquesta modificació defineix la informació per a facilitar la gestió i manteniment de la xarxa sense fils. IEEE 802.11k fou ratificat el 2012 i incorporat a la norma IEEE 802.11 el 2012.

## Operació del protocol
Seqüència de commutació a un nou punt d'accés :
1. El punt d'accés determina que el client s'està desconnectant.
2. Informa el client que es prepari per a connectar-se a un nou punt d'accés.
3. El client demana una llista de punts d'accés propers.
4. El punt d'accés envien el report.
5. El client es mou al millor punt d'accés basant-se amb els reports.